# Zastava M77 B1
Zastava M77 B1 — це автоматична гвинтівка під патрон 7,62×51 мм НАТО, розроблена та виготовлена компанією Zastava Arms у Сербії. Була представлена у 1977 році. Ця гвинтівка заснована на автоматі Zastava M70, що своєю чергою є копією радянського АКМ. Ранні версії мали фрезеровану ствольну коробку та регульований газовий блок із відкидними прицільними пристосуваннями для гранат.
M77PS, напівавтоматичний варіант цієї гвинтівки під патрон .308/7,62×51 мм, був імпортований компанією Century Arms до США у 2014 та 2015 роках. Має полімерний приклад з отвором для великого пальця та магазин на 10 набоїв.
Одна з унікальних особливостей цієї рушниці полягає в тому, що вона має регульовану газову систему з трьома налаштуваннями, що полегшує використання глушника.
Сербською мовою вона відома як Automatska puška M77 B1. Раніше вона мала позначення M77B1 (М77Б1). Її іноді плутають з Zastava M77.

## Країни-експлуатанти
- Малі[4]

### Колишні
- Югославія